# Lamar Hunt U.S. Open Cup
A Lamar Hunt U.S. Open Cup, mais conhecida como U.S. Open Cup (USOC), é uma competição eliminatória de futebol aberta a todas as equipas filiadas na United States Soccer Federation (USSF). Desde 1913, é a competição de futebol mais antiga dos Estados Unidos em atividade, sendo realizada pela primeira vez como National Challenge Cup. Foi renomeada e dedicada ao executivo da North American Soccer League (NASL) e da Major League Soccer (MLS), Lamar Hunt, pela USSF em 1999.
Em seu formato atual, a U.S. Open Cup é disputada por aproximadamente 100 clubes das ligas profissionais sancionadas pela United States Soccer Federation – Major League Soccer (MLS), a USL Championship e USL League One, a National Independent Soccer Association (NISA) e a MLS Next Pro – bem como clubes amadores nas rodadas anteriores do torneio que se classificam por meio de suas respectivas ligas. O campeão geral recebe US$ 300.000 em prêmios em dinheiro e uma vaga na Copa dos Campeões da CONCACAF, enquanto o segundo colocado recebe US$ 100.000, e o time mais bem colocado de cada liga de divisão inferior recebe US$ 25.000.

## História
Sendo o mais tradicional torneio de futebol nos Estados Unidos, foi criada em 1913 sob o nome de National Challenge Cup (Copa Desafio Nacional). Nos tempos modernos foi conhecida apenas como U.S. Open Cup, mas foi renomeada em 1999 para o nome atual em homenagem a Lamar Hunt (falecido em 2006), um dos patronos do futebol nos EUA. Ao time vencedor além da premiação garante-se um espaço permanente sobre a conquista no Hall da Fama do Futebol dos EUA, em Oneota, New York.
A National Challenge Cup foi a primeira competição de âmbito nacional nos Estados Unidos, os torneios anteriores, mesmo que abertos não tinham uma premiação suficiente para compensar os custos de viagens ou mesmo, devido a pouca divulgação, sequer ganhavam conhecimento nacional.
Maccabi Los Angeles, Fall River FC de Massachusetts, e Bethlehem Steel FC da Pennsylvania ganharam o torneio 5 vezes, enquanto Greek American AA de Nova Iorque e Seattle Sounders FC têm o recorde de ter ganho 3 vezes consecutivas.

### A entrada da MLS
Desde 1996, com a formação da Major League Soccer (MLS), os times profissionais dominaram a competição, com times da MLS vencendo todos os torneios de lá para cá, exceto em 1999, ano em que o Rochester Raging Rhinos time da terceira divisão (USL) venceu a competição derrotando 4 times da MLS, incluindo o Colorado Rapids na final.
Entre os times da MLS, o Chicago Fire e o Seattle Sounders FC são os maiores vencedores da Lamar Hunt U.S. Open Cup: venceram quatro vezes (Chicago Fire: 1998, 2000, 2003, 2006; Seattle Sounders: 2009, 2010, 2011, 2014).
Atualmente, todos os 17 times americanos da MLS se classificam automaticamente para a terceira ronda, enquanto os 6 times americanos da North American Soccer League (NASL) (correspondente a segunda divisão) e os 10 da USL Professional Division (terceira divisão) se classificam para a 2ª ronda, mais 32 times amadores associados a federação americana fazem qualificação para entrarem na 1ª ronda.
Embora sejam equipes da MLS, o Toronto FC, o Vancouver Whitecaps e o Montreal Impact não podem participar, pois são equipes canadenses e o regulamento da US Open Cup diz que a competição é reservada somente às equipes americanas. A Associação Canadense de Futebol criou o Campeonato Canadense de Futebol como equivalente.

## Lista de campeões
| Ed.                         | Temporada | Campeão                                      | Vice-campeão                                 |
| --------------------------- | --------- | -------------------------------------------- | -------------------------------------------- |
|                             |           |                                              |                                              |
| Era pré-Major League Soccer |           |                                              |                                              |
|                             |           |                                              |                                              |
| 1                           | 1913–14   | Brooklyn Field Club (1)                      | Brooklyn Celtic                              |
| 2                           | 1914–15   | Bethlehem Steel F.C. (1)                     | Brooklyn Celtic                              |
| 3                           | 1915–16   | Bethlehem Steel F.C. (2)                     | Fall River Rovers                            |
| 4                           | 1916–17   | Fall River Rovers (1)                        | Bethlehem Steel F.C.                         |
| 5                           | 1917–18   | Bethlehem Steel F.C. (3)                     | Fall River Rovers                            |
| 6                           | 1918–19   | Bethlehem Steel F.C. (4)                     | Paterson FC                                  |
| 7                           | 1919–20   | Ben Millers (1)                              | Fore River                                   |
| 8                           | 1920–21   | Brooklyn Robins Dry Dock (1)                 | St. Louis Scullin Steel                      |
| 9                           | 1921–22   | St. Louis Scullin Steel (1)                  | Todd Shipyards                               |
| 10                          | 1922–23   | Paterson FC (1)                              | St. Louis Scullin Steel                      |
| 11                          | 1923–24   | Fall River F.C. (1)                          | St. Louis Vesper Buick                       |
| 12                          | 1924–25   | Shawsheen Indians (1)                        | Chicago Canadian Club                        |
| 13                          | 1925–26   | Bethlehem Steel F.C. (5)                     | Ben Millers                                  |
| 14                          | 1927      | Fall River F.C. (2)                          | Holley Carburetor                            |
| 15                          | 1928      | New York Nationals (1)                       | Bricklayers and Masons                       |
| 16                          | 1928–29   | New York Hakoah (1)                          | St. Louis Madison Kennel                     |
| 17                          | 1929–30   | Fall River F.C. (3)                          | Cleveland Bruell Insurance                   |
| 18                          | 1931      | Fall River F.C. (4)                          | Bricklayers and Masons                       |
| 19                          | 1932      | New Bedford Whalers (1)                      | Stix, Baer and Fuller                        |
| 20                          | 1933      | Stix, Baer and Fuller (1)                    | New York Americans                           |
| 21                          | 1934      | Stix, Baer and Fuller (2)                    | Pawtucket Rangers                            |
| 22                          | 1935      | Stix, Baer and Fuller (3)                    | Pawtucket Rangers                            |
| 23                          | 1936      | Uhrik Truckers (1)                           | Stix, Baer and Fuller                        |
| 24                          | 1937      | New York Americans (1)                       | Stix, Baer and Fuller                        |
| 25                          | 1938      | Chicago Sparta (1)                           | Brooklyn Celtic                              |
| 26                          | 1939      | Brooklyn Celtic (1)                          | Chicago Manhattan Beer                       |
| 27                          | 1940      | Baltimore SC (1) Chicago Sparta (2)          | —                                            |
| 28                          | 1941      | Pawtucket (1)                                | Detroit Chrysler                             |
| 29                          | 1942      | Pittsburgh Gallatin (1)                      | Pawtucket                                    |
| 30                          | 1943      | Brooklyn Hispano (1)                         | Morgan Strasser                              |
| 31                          | 1944      | Brooklyn Hispano (2)                         | Morgan Strasser                              |
| 32                          | 1945      | Brookhattan (1)                              | Cleveland Americans                          |
| 33                          | 1946      | Chicago Viking (1)                           | Ponta Delgada                                |
| 34                          | 1947      | Ponta Delgada (1)                            | Chicago Sparta                               |
| 35                          | 1948      | St. Louis Simpkins-Ford (1)                  | Brookhattan                                  |
| 36                          | 1949      | Morgan Strasser (1)                          | Ukrainian Nationals                          |
| 37                          | 1950      | St. Louis Simpkins-Ford (2)                  | Ponta Delgada                                |
| 38                          | 1951      | German Hungarian (1)                         | Pittsburgh Heidelberg                        |
| 39                          | 1952      | Harmarville (1)                              | Philadelphia Nationals                       |
| 40                          | 1953      | Falcons (1)                                  | Harmarville                                  |
| 41                          | 1954      | New York Americans (2)                       | St. Louis Kutis                              |
| 42                          | 1955      | Eintracht (1)                                | Los Angeles Danish Americans                 |
| 43                          | 1956      | Harmarville (2)                              | Chicago Schwaben                             |
| 44                          | 1957      | St. Louis Kutis (1)                          | New York Hakoah                              |
| 45                          | 1958      | Los Angeles Kickers (1)                      | Baltimore Pompei                             |
| 46                          | 1959      | San Pedro McIlvane Canvasbacks (1)           | Fall River                                   |
| 47                          | 1960      | Philadelphia Ukrainians (1)                  | Los Angeles Kickers                          |
| 48                          | 1961      | Philadelphia Ukrainians (2)                  | Los Angeles Scots                            |
| 49                          | 1962      | New York Hungaria (1)                        | San Francisco Scots                          |
| 50                          | 1963      | Philadelphia Ukrainians (3)                  | Los Angeles Armenian                         |
| 51                          | 1964      | Los Angeles Kickers (2)                      | Philadelphia Ukrainians                      |
| 52                          | 1965      | New York Ukrainians (1)                      | Chicago Hansa                                |
| 53                          | 1966      | Philadelphia Ukrainians (4)                  | Orange County                                |
| 54                          | 1967      | New York Greek Americans (1)                 | Orange County                                |
| 55                          | 1968      | New York Greek Americans (2)                 | Chicago Olympic                              |
| 56                          | 1969      | New York Greek Americans (3)                 | Montabello Armenians                         |
| 57                          | 1970      | Elizabeth (1)                                | Los Angeles Croatia                          |
| 58                          | 1971      | New York Hota (1)                            | San Pedro Yugoslavs                          |
| 59                          | 1972      | New York Cosmos (1)                          | San Pedro Yugoslavs                          |
| 60                          | 1973      | Maccabi Los Angeles (1)                      | Cleveland Inter                              |
| 61                          | 1974      | New York Greek Americans (4)                 | Chicago Croatian                             |
| 62                          | 1975      | Maccabi Los Angeles (2)                      | New York Inter-Giuliana                      |
| 63                          | 1976      | SFIAC (1)                                    | New York Inter-Giuliana                      |
| 64                          | 1977      | Maccabi Los Angeles (3)                      | Philadelphia United German-Hungarians        |
| 65                          | 1978      | Maccabi Los Angeles (4)                      | Bridgeport Vasco da Gama                     |
| 66                          | 1979      | Brooklyn Dodgers (1)                         | Chicago Croatian                             |
| 67                          | 1980      | New York Pancyprian-Freedoms (1)             | Maccabi Los Angeles                          |
| 68                          | 1981      | Maccabi Los Angeles (5)                      | Brooklyn Dodgers                             |
| 69                          | 1982      | New York Pancyprian-Freedoms (2)             | Maccabi Los Angeles                          |
| 70                          | 1983      | New York Pancyprian-Freedoms (3)             | St. Louis Kutis                              |
| 71                          | 1984      | Krete (1)                                    | Chicago Croatian                             |
| 72                          | 1985      | Greek-American (1)                           | St. Louis Kutis                              |
| 73                          | 1986      | St. Louis Kutis (2)                          | San Pedro Yugoslavs                          |
| 74                          | 1987      | Club España (1)                              | Seattle Mitre Eagles                         |
| 75                          | 1988      | Busch (1)                                    | Greek-American                               |
| 76                          | 1989      | St. Petersburg Kickers (1)                   | New York Greek Americans                     |
| 77                          | 1990      | A.A.C. Eagles (1)                            | Brooklyn Italians                            |
| 78                          | 1991      | Brooklyn Italians (2)                        | Richardson Rockets                           |
| 79                          | 1992      | San Jose Oaks (1)                            | Bridgeport Vasco da Gama                     |
| 80                          | 1993      | C.D. Mexico (1)                              | Philadelphia United German-Hungarians        |
| 81                          | 1994      | Greek-American (2)                           | Bavarian Leinenkugel                         |
| 82                          | 1995      | Richmond Kickers (1)                         | El Paso Patriots                             |
|                             |           |                                              |                                              |
| Era pós-Major League Soccer |           |                                              |                                              |
|                             |           |                                              |                                              |
| 83                          | 1996      | D.C. United (1)                              | Rochester Rhinos                             |
| 84                          | 1997      | Dallas Burn (1)                              | D.C. United                                  |
| 85                          | 1998      | Chicago Fire (1)                             | Columbus Crew                                |
| 86                          | 1999      | Rochester Rhinos (1)                         | Colorado Rapids                              |
| 87                          | 2000      | Chicago Fire (2)                             | Miami Fusion                                 |
| 88                          | 2001      | LA Galaxy (1)                                | New England Revolution                       |
| 89                          | 2002      | Columbus Crew (1)                            | LA Galaxy                                    |
| 90                          | 2003      | Chicago Fire (3)                             | New York MetroStars                          |
| 91                          | 2004      | Kansa City Wizards (1)                       | Chicago Fire                                 |
| 92                          | 2005      | LA Galaxy (2)                                | FC Dallas                                    |
| 93                          | 2006      | Chicago Fire (4)                             | LA Galaxy                                    |
| 94                          | 2007      | New England Revolution (1)                   | FC Dallas                                    |
| 95                          | 2008      | D.C. United (2)                              | Charleston Battery                           |
| 96                          | 2009      | Seattle Sounders (1)                         | D.C. United                                  |
| 97                          | 2010      | Seattle Sounders (2)                         | Columbus Crew                                |
| 98                          | 2011      | Seattle Sounders FC (3)                      | Chicago Fire                                 |
| 99                          | 2012      | Sporting Kansas City (2)                     | Seattle Sounders                             |
| 100                         | 2013      | D.C. United (3)                              | Real Salt Lake                               |
| 101                         | 2014      | Seattle Sounders (4)                         | Philadelphia Union                           |
| 102                         | 2015      | Sporting Kansas City (3)                     | Philadelphia Union                           |
| 103                         | 2016      | FC Dallas (2)                                | New England Revolution                       |
| 104                         | 2017      | Sporting Kansas City (4)                     | New York Red Bulls                           |
| 105                         | 2018      | Houston Dynamo (1)                           | Philadelphia Union                           |
| 106ª                        | 2019      | Atlanta United (1)                           | Minnesota United                             |
| –                           | 2020      | Não realizado devido a pandemia de COVID-19. | Não realizado devido a pandemia de COVID-19. |
| –                           | 2021      | Não realizado devido a pandemia de COVID-19. | Não realizado devido a pandemia de COVID-19. |
| 107                         | 2022      | Orlando City (1)                             | Sacramento Republic FC                       |
| 108                         | 2023      | Houston Dynamo (2)                           | Inter Miami                                  |
| 109                         | 2024      | Los Angeles FC (1)                           | Sporting Kansas City                         |

## Títulos por clube
| Clube                        | Títulos                           | Vices                       |
| ---------------------------- | --------------------------------- | --------------------------- |
| Maccabi Los Angeles          | 5 (1973, 1975, 1977, 1978 e 1981) | 2 (1980 e 1982)             |
| Bethlehem Steel FC           | 5 (1915, 1916, 1918, 1919 e 1926) | 1 (1917)                    |
| Chicago Fire                 | 4 (1998, 2000, 2003 e 2006)       | 3 (2004 e 2011)             |
| New York Greek American      | 4 (1967, 1968, 1969 e 1974)       | 1 (1989)                    |
| Philadelphia Ukrainians      | 4 (1960, 1961, 1963 e 1966)       | 1 (1964)                    |
| Seattle Sounders FC          | 4 (2009, 2010, 2011 e 2014)       | 1 (1964)                    |
| Sporting Kansas City [SKC]   | 4 (2004, 2012, 2015 e 2017)       | 1 (2024)                    |
| Fall River F.C.              | 4 (1924, 1927, 1930 e 1931)       |                             |
| Stix, Baer and Fuller FC     | 3 (1933, 1934 e 1935)             | 3 (1932,1936 e 1937)        |
| DC United                    | 3 (1996, 2008 e 2013)             | 2 (1997 e 2009)             |
| New York Pancyprian-Freedoms | 3 (1980, 1982 e 1983)             |                             |
| St. Louis Kutis              | 2 (1957 e 1986)                   | 3 (1954,1983 e 1985)        |
| Los Angeles Galaxy           | 2 (2001 e 2005)                   | 2 (2002 e 2006)             |
| FC Dallas [DAL]              | 2 (1997 e 2016)                   | 2 (2005 e 2007)             |
| Brooklyn Italians [BLK]      | 2 (1979 e 1991)                   | 2 (1981 e 1990)             |
| New York Americans           | 2 (1937 e 1954)                   | 1 (1933)                    |
| Chicago Sparta               | 2 (1938 e 1940)                   | 1 (1947)                    |
| Greek-American AC            | 2 (1985 e 1994)                   | 1 (1988)                    |
| Harmarville Hurricanes       | 2 (1952 e 1956)                   | 1 (1953)                    |
| Los Angeles Kickers          | 2 (1958 e 1964)                   | 1 (1960)                    |
| Brooklyn Hispano             | 2 (1943 e 1944)                   |                             |
| St. Louis Simpkins-Ford      | 2 (1948 e 1950)                   |                             |
| Houston Dynamo               | 2 (2018 e 2023)                   |                             |
| Brooklyn Celtic              | 1 (1939)                          | 3 (1914,1915 e 1938)        |
| Fall River Rovers            | 1 (1917)                          | 2 (1916 e 1918)             |
| Columbus Crew                | 1 (2002)                          | 2 (1998 e 2010)             |
| New England Revolution       | 1 (2007)                          | 2 (2001 e 2016)             |
| Morgan Strasser              | 1 (1949)                          | 2 (1943 e 1944)             |
| Ponta Delgada                | 1 (1947)                          | 2 (1946 e 1950)             |
| Rochester Rhinos             | 1 (1999)                          | 1 (1996)                    |
| Brookhattan                  | 1 (1945)                          | 1 (1948)                    |
| Pawtucket FC                 | 1 (1941)                          | 1 (1942)                    |
| Ben Millers                  | 1 (1920)                          | 1 (1926)                    |
| Paterson                     | 1 (1923)                          | 1 (1919)                    |
| Los Angeles FC               | 1 (2024)                          |                             |
| Orlando City                 | 1 (2022)                          |                             |
| Atlanta United               | 1 (2019)                          |                             |
| Richmond Kickers             | 1 (1995)                          |                             |
| El Farolito [MEX]            | 1 (1993)                          |                             |
| San Jose Oaks                | 1 (1992)                          |                             |
| Eagles                       | 1 (1990)                          |                             |
| St. Petersburg Kickers       | 1 (1989)                          |                             |
| Busch                        | 1 (1988)                          |                             |
| Club España                  | 1 (1987)                          |                             |
| Krete                        | 1 (1984)                          |                             |
| SFIAC                        | 1 (1976)                          |                             |
| New York Cosmos              | 1 (1972)                          |                             |
| New York Hota                | 1 (1971)                          |                             |
| New York Ukrainians          | 1 (1965)                          |                             |
| New York Hungaria            | 1 (1962)                          |                             |
| McIlvaine Canvasbacks        | 1 (1959)                          |                             |
| Eintracht                    | 1 (1955)                          |                             |
| Elizabeth                    | 1 (1970)                          |                             |
| Falcons                      | 1 (1953)                          |                             |
| German Hungarian             | 1 (1951)                          |                             |
| Chicago Viking               | 1 (1946)                          |                             |
| Pittsburgh Gallatin          | 1 (1942)                          |                             |
| Baltimore SC                 | 1 (1940)                          |                             |
| St. Louis Central Breweries  | 1 (1935)                          |                             |
| New Bedford Whalers          | 1 (1932)                          |                             |
| New York Hakoah              | 1 (1929)                          |                             |
| New York Nationals           | 1 (1928)                          |                             |
| Shawsheen Indians            | 1 (1925)                          |                             |
| Brooklyn Robins Dry Dock     | 1 (1921)                          |                             |
| Brooklyn Field Club          | 1 (1913–14)                       |                             |
| San Pedro Yugoslavs          |                                   | 4 (1971, 1972, 1984 e 1986) |
| Philadelphia Union           |                                   | 3 (2014, 2015 e 2018)       |
| Bridgeport Vasco da Gama     |                                   | 2 (1978 e 1992)             |
| Philadelphia United GH       |                                   | 2 (1977 e 1993)             |
| New York Inter-Giuliana      |                                   | 2 (1975 e 1976)             |
| Chicago Croatian             |                                   | 2 (1974 e 1979)             |
| Orange County SC             |                                   | 2 (1966 e 1967)             |
| Pawtucket Rangers            |                                   | 2 (1934 e 1935)             |
| Bricklayers and Masons       |                                   | 2 (1928 e 1931)             |
| New York Red Bulls           |                                   | 2 (2003 e 2017)             |
| Inter Miami                  |                                   | 1 (2023)                    |
| Sacramento Republic          |                                   | 1 (2022)                    |
| Minnesota United             |                                   | 1 (2019)                    |
| Real Salt Lake               |                                   | 1 (2013)                    |
| Charleston Battery           |                                   | 1 (2008)                    |
| Miami Fusion                 |                                   | 1 (2000)                    |
| Colorado Rapids              |                                   | 1 (1999)                    |
| El Paso Patriots             |                                   | 1 (1995)                    |
| Milwaukee Bavarian           |                                   | 1 (1994)                    |
| Richardson Rockets           |                                   | 1 (1991)                    |
| Seattle Eagles               |                                   | 1 (1987)                    |
| Cleveland Inter              |                                   | 1 (1973)                    |
| Los Angeles Croatia          |                                   | 1 (1970)                    |
| Montabello Armenians         |                                   | 1 (1969)                    |
| Chicago Olympic              |                                   | 1 (1968)                    |
| Chicago Hansa                |                                   | 1 (1965)                    |
| Los Angeles Armenian         |                                   | 1 (1963)                    |
| San Francisco Scots          |                                   | 1 (1962)                    |
| Los Angeles Scots            |                                   | 1 (1961)                    |
| Fall River SC                |                                   | 1 (1959)                    |
| Baltimore Pompei             |                                   | 1 (1958)                    |
| Chicago Schwaben             |                                   | 1 (1956)                    |
| Los Angeles Danish Americans |                                   | 1 (1955)                    |
| Pittsburgh Heidelberg        |                                   | 1 (1951)                    |
| Cleveland Americans          |                                   | 1 (1945)                    |
| Detroit Chrysler             |                                   | 1 (1941)                    |
| Chicago Manhattan Beer       |                                   | 1 (1939)                    |
| Cleveland Bruell Insurance   |                                   | 1 (1930)                    |
| St. Louis Madison Kennel     |                                   | 1 (1929)                    |
| Holley Carburetor            |                                   | 1 (1927)                    |
| Chicago Canadian Club        |                                   | 1 (1925)                    |
| St. Louis Vesper Buick       |                                   | 1 (1924)                    |
| Todd Shipyards               |                                   | 1 (1922)                    |
| Fore River                   |                                   | 1 (1920)                    |

## Títulos das equipes da MLS
- 4 títulos: Chicago Fire (1998, 2000, 2003, 2006); Seattle Sounders (2009, 2010, 2011, 2014); Sporting Kansas City** (2004, 2012, 2015, 2017)
- 3 títulos: D.C. United (1996, 2008, 2013)
- 2 títulos: Los Angeles Galaxy (2001, 2005); FC Dallas* (1997, 2016); Houston Dynamo (2018, 2023)
- 1 título: Columbus Crew (2002); New England Revolution (2007); Atlanta United (2019); Orlando City (2022); Los Angeles FC (2024);

*OBS: antigo Dallas Burn.

**OBS: antigo Kansas City Wizards.